# Hippasa agelenoides
Hippasa agelenoides là một loài nhện trong họ Lycosidae.
Loài này thuộc chi Hippasa. Hippasa agelenoides được Eugène Simon miêu tả năm 1884.

## Hình ảnh

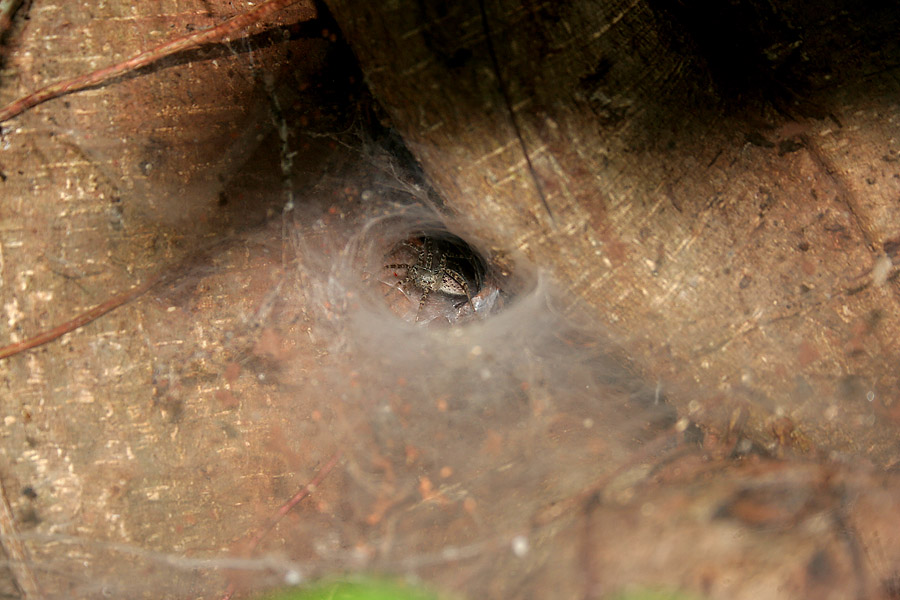